# Saint-Clément-les-Places
Saint-Clément-les-Places è un comune francese di 671 abitanti situato nel dipartimento del Rodano della regione Alvernia-Rodano-Alpi.

## Società

### Evoluzione demografica
Abitanti censiti